# Fuerzas de la Libertad y el Cambio
Las Fuerzas de la Libertad y el Cambio, también conocidas por sus siglas en inglés FFC  (Forces of Freedom and Change, también Alianza para la Libertad y Cambio, AFC,  o declaración de libertad y cambio, DFC; en árabe: قوى إعلان الحرية والتغيير‎     ) es una amplia coalición política de coaliciones civiles y rebeldes de grupos sudaneses, incluida la Asociación de Profesionales Sudaneses, la Iniciativa No a la Opresión contra las Mujeres, MANSAM, el Frente Revolucionario de Sudán, las Fuerzas del Consenso Nacional, el Llamamiento de Sudán, la Reunión Unionista y los Comités de resistencia sudaneses,  creados en enero de 2019 durante las protestas sudanesas de 2018-19 .
Las FFC redactaron una "Declaración de Libertad y Cambio"  y una "Carta de Libertad y Cambio" que pedía que el presidente Omar al-Bashir fuera destituido del poder, lo que ocurrió tras varios meses más de protestas en el golpe de Estado sudanés de abril de 2019 . El FFC continuó coordinando las acciones de protesta y, en julio de 2019, negoció un plan para compartir el poder con el Consejo Militar de Transición (TMC) para una transición para regresar a la democracia.  El acuerdo se firmó el 17 de julio de 2019.

## Creación y composición
Las protestas sudanesas de 2018-19 ya habían durado varias semanas cuando una amplia gama de coaliciones civiles y rebeldes de grupos sudaneses, incluida la Asociación de Profesionales Sudaneses, la Iniciativa No a la Opresión contra las Mujeres, MANSAM, el Frente Revolucionario de Sudán, las Fuerzas del Consenso Nacional, Sudán Call, The Unionist Gathering  y los Comités de resistencia sudaneses, redactaron y firmaron una "Declaración de libertad y cambio"  y una "Carta de libertad y cambio" en la que llamaron al presidente Omar al -Bashir para ser removido del poder.  La alianza de grupos que apoyan la carta llegó a ser conocida por varios nombres similares, incluida la alianza "Fuerzas de libertad y cambio" (FFC o AFC). La declaración del 1 de enero de 2019 fue firmada por 22 organizaciones en total.  
En agosto de 2019, Rosalind Marsden afirmó que, aunque las mujeres y los jóvenes sudaneses habían desempeñado un papel importante en la Revolución sudanesa, habían sido "en gran medida excluidos de los órganos de toma de decisiones del FFC".

### Formalización en noviembre de 2019
El 4 de noviembre de 2019, el FFC anunció una nueva estructura superior formal, que consta de un Consejo Central, un Consejo de Coordinación y un Consejo Asesor. El Consejo Central es el cuerpo "supremo político"; el Consejo de Coordinación tiene poderes ejecutivos; y el Consejo Asesor "controlará y brindará asesoramiento" al Consejo Central. El Consejo Central y el Consejo Asesor incluyen representantes de los mayores signatarios de la Declaración de Libertad y Carta de Cambio, mientras que el Consejo Asesor incluye representantes de todos los signatarios.
Consejo central
| Grupo                                       | Nombres | Fecha                  | Red |
| ------------------------------------------- | --- | ---------------------- | --- |
| Asociación de profesionales sudaneses (SPA) | - Ahmed Rabie - Haifa Faroug - Husam al-Amin - Ammar Yousif - Faisal Basher                                   | 4 de noviembre de 2019 |     |
| Fuerzas de consenso nacional (NCF)          | - Ali al-Raieh Sinhurri - Abdul Rahim Abdalla - Siddig Yousif - Jamal Idriss - Kamal Bolad                    | 4 de noviembre de 2019 |     |
| Llamada de Sudán                            | - Salah Manna - Mariam al-Sadig - Ibrahim al-Sheikh - Ahmed Shaker - Yousif Mohammad Zain - al-Sadig al-Zaeim | 4 de noviembre de 2019 |     |
| Reunión unionista ( alianza unionista )     | (3 personas)                                                                                                  |                        |     |
| Alianza de Fuerzas Civiles                  | (3 personas)                                                                                                  |                        |     |
| Secuencia central para el cambio            | (1 persona)                                                                                                   |                        |     |
| Partido Republicano (Sudán)                 | (1 persona)                                                                                                   |                        |     |
| Frente revolucionario sudanés (SRF)         | (indeciso el 4 de noviembre de 2019 )                                                                         |                        |     |

Consejo de Coordinación
El consejo de cordinación fue formado por:
| Grupo                            | Nombres                                  |  | Ref |
| -------------------------------- | ---------------------------------------- |  | --- |
| SPA                              | (3 personas)                             |  |     |
| NCF                              | (3 personas)                             |  |     |
| Llamada de Sudán                 | (3 personas)                             |  |     |
| Reunión sindicalista             | (2 personas)                             |  |     |
| Alianza de Fuerzas Civiles       | (2 personas)                             |  |     |
| Secuencia central para el cambio | (1 persona)                              |  |     |
| Partido Republicano (Sudán)      | (1 persona)                              |  |     |
| SRF                              | (indeciso a a 2019 de noviembre del 04 ) |  |     |

## Papel en los cambios políticos de 2019
Durante la primera mitad de 2019, el FFC apoyó acciones continuas de desobediencia civil pacífica masivas, especialmente protestas callejeras masivas durante varios meses. En abril de 2019, las fuerzas militares se rebelaron contra al-Bashir y lo arrestaron en el golpe de Estado sudanés de 2019 .
El FFC continuó coordinando acciones de protesta, antes de la masacre de Jartum del 3 de junio por las Fuerzas de Apoyo Rápido, y después de la masacre. En julio y agosto de 2019, el FFC negoció un plan detallado para compartir el poder con el Consejo Militar de Transición (TMC) para una transición sudanesa a la democracia .   El 20 de agosto de 2019, el TMC transfirió el poder al Consejo de Soberanía de cinco civiles nominados por el FFC, cinco militares elegidos por el TMC y un civil, Raja Nicola, elegido por mutuo acuerdo entre el FFC y el TMC.